# Jennifer Echegini
Jennifer Echegini, née le 22 mars 2001 à Nimègue, est une footballeuse internationale nigériane. Elle évolue au poste de milieu de terrain au Paris Saint-Germain et en équipe nationale nigériane.

## Biographie

### Jeunesse et formation
Jennifer Echegini évolue dans les clubs londoniens de Millwall et d'Arsenal dans les catégories de jeunes,, remportant notamment avec Arsenal la FA Cup des moins de 21 ans en 2019. Elle joue de 2019 à 2021 aux Bulldogs de Mississippi State, avant de rejoindre en 2022 les Seminoles de Florida State.

### Parcours en sélection
Jennifer Echegini connaît sa première sélection en équipe du Nigéria le 9 avril 2022 lors d'un match amical contre le Canada . Elle figure parmi les 23 joueuses retenues par Randy Waldrum (en) pour la Coupe du monde 2023.

## Palmarès

### En équipe nationale
Nigeria
- Vainqueur de la Coupe d'Afrique des nations 2024